# Геометрия
Геоме́трия (от др.-греч. γεωμετρία ← γῆ «земля» + μετρέω «мерить; оценивать», букв. землемерие) — раздел математики, изучающий пространственные структуры и отношения, а также их обобщения. В практических задачах геометрия позволяет предсказывать геометрические размеры тела, зная другие геометрические размеры этого тела (заранее известные или более удобные для измерения) с помощью известных геометрических законов.
Геометрия как систематическая наука появилась в Древней Греции, её аксиоматические построения описаны в «Началах» Евклида. Евклидова геометрия занималась изучением простейших фигур на плоскости и в пространстве, вычислением их площади и объёма. Предложенный Декартом в 1637 году координатный метод лёг в основу аналитической и дифференциальной геометрии, а задачи, связанные с черчением, привели к созданию начертательной и проективной геометрии. При этом все построения оставались в рамках аксиоматического подхода Евклида. Коренные изменения связаны с работами Лобачевского в 1829 году, который отказался от аксиомы параллельности и создал новую неевклидову геометрию, определив таким образом путь дальнейшего развития науки и создания новых теорий.
Классификация геометрии, предложенная Клейном в «Эрлангенской программе» в 1872 году и содержащая в своей основе инвариантность геометрических объектов относительно различных групп преобразований, сохраняется до сих пор.

## Предмет геометрии
Геометрия занимается взаимным расположением тел, которое выражается в прикосновении или прилегании друг к другу, расположением «между», «внутри» и так далее; величиной тел, то есть понятиями о равенстве тел, «больше» или «меньше»; а также преобразованиями тел. Геометрическое тело представляет собой абстракцию ещё со времён Евклида, который полагал, что «линия есть длина без ширины», «поверхность есть то, что имеет длину и ширину». Точка представляет собой абстракцию, связанную с неограниченным уменьшением всех размеров тела, или пределом бесконечного деления. Расположение, размеры и преобразования геометрических фигур определяются пространственными отношениями.
Исследуя реальные предметы, геометрия рассматривает только их форму и взаимное расположение, отвлекаясь от других свойств предметов, таких как плотность, вес, цвет. Это позволяет перейти от пространственных отношений между реальными объектами к любым отношениям и формам, возникающим при рассмотрении однородных объектов, и сходным с пространственными. В частности, геометрия позволяет рассматривать расстояния между функциями.

## Классификация
Классификацию различных разделов геометрии предложил Феликс Клейн в своей «Эрлангенской программе» (1872). Согласно Клейну, каждый раздел изучает те свойства геометрических объектов, которые сохраняются (инвариантны) при действии некоторой группы преобразований, специфичной для каждого раздела. В соответствии с этой классификацией, в классической геометрии можно выделить следующие основные разделы.
- Евклидова геометрия, в которой предполагается, что размеры отрезков и углов при перемещении фигур на плоскости не меняются. Другими словами, это теория тех свойств фигур, которые сохраняются при их переносе, вращении и отражении.
  - Планиметрия — раздел евклидовой геометрии, исследующий фигуры на плоскости.
  - Стереометрия — раздел евклидовой геометрии, в котором изучаются фигуры в пространстве.
- Проективная геометрия, изучающая проективные свойства фигур, то есть свойства, сохраняющиеся при их проективных преобразованиях.
- Аффинная геометрия, изучающая свойства фигур, сохраняющиеся при аффинных преобразованиях.
- Начертательная геометрия — инженерная дисциплина, в основе которой лежит метод проекций. Этот метод использует две и более проекций (ортогональных или косоугольных), что позволяет представить трёхмерный объект на плоскости.

Современная геометрия включает в себя следующие дополнительные разделы.
- Многомерная геометрия.
- Неевклидовы геометрии.
  - Сферическая геометрия.
  - Геометрия Лобачевского.
- Риманова геометрия.
- Геометрия многообразий.
- Топология — наука о непрерывных преобразованиях самого общего вида, то есть свойства объектов, которые остаются неизменными при непрерывных деформациях. В топологии не рассматриваются никакие метрические свойства объектов.

По используемым методам выделяют также такие инструментальные подразделы.
- Аналитическая геометрия — геометрия координатного метода. В ней геометрические объекты описываются алгебраическими уравнениями в декартовых (иногда аффинных) координатах и затем исследуются методами алгебры и анализа.
- Алгебраическая геометрия — изучает алгебраические многообразия (то есть множества, которые задаются полиномиальными уравнениями) с помощью методов современной общей алгебры.
- Дифференциальная геометрия — изучает линии и поверхности, задающиеся дифференцируемыми функциями, с помощью дифференциальных уравнений, внешней алгебры и методов топологии.

## Аксиоматика
Аксиомы евклидовой геометрии, сформулированные в III—IV веке до н. э., составляли основу геометрии до второй половины XIX века, так как хорошо описывали физическое пространство и отождествлялись с ним. Пяти постулатов Евклида было недостаточно для полного описания геометрии и в 1899 году Гильберт предложил свою систему аксиом. Гильберт разделил аксиомы на несколько групп: аксиомы принадлежности, конгруэнтности, непрерывности (в том числе аксиома Архимеда), полноты и параллельности. Позднее Шур заменил аксиомы конгруэнтности аксиомами движения, а вместо аксиомы полноты стали использовать аксиому Кантора. Система аксиом евклидовой геометрии позволяет доказать все известные школьные теоремы.
Существуют и другие системы аксиом, в основе которых, помимо точки, прямой и плоскости, лежит не движение, а конгруэнтность, как у Гильберта, или расстояние, как у Кагана. Другая система аксиом связана с понятием вектора. Все они выводятся одна из другой, то есть аксиомы в одной системе можно доказать как теоремы в другой.
Для доказательства непротиворечивости и полноты аксиом евклидовой геометрии строят её арифметическую модель и показывают, что любая модель изоморфна арифметической, а значит они изоморфны между собой. Независимость аксиом евклидовой геометрии показать сложнее из-за большого количества аксиом. Аксиома параллельности не зависит от других, так как на противоположном утверждении строится геометрия Лобачевского. Аналогично была показана независимость аксиомы Архимеда (в качестве координат вместо тройки вещественных чисел используется тройка комплексных чисел), аксиомы Кантора (в качестве координат вместо тройки любых вещественных чисел используются вещественные числа, построенные определённым образом), а также одной из аксиом принадлежности, которая фактически определяет размерность пространства (вместо трёхмерного пространства можно построить четырёхмерное, и любое многомерное пространство с конечным числом измерений).

### Постулаты Евклида
Постулаты Евклида представляют собой правила построения с помощью идеального циркуля и идеальной линейки:
1. Всякие две точки можно соединить прямой линией;
2. Ограниченную прямую линию можно неограниченно продолжить;
3. Из всякого центра всяким радиусом можно описать окружность;
4. Все прямые углы равны между собой;
5. Если прямая пересекает две прямые и образует внутренние односторонние углы, которые в сумме меньше двух прямых углов, то при неограниченном продолжении этих двух прямых они пересекутся с той стороны, где углы меньше двух прямых углов;

Другая формулировка пятого постулата (аксиомы параллельности), гласит: Через точку вне прямой в их плоскости можно провести не более одной прямой, не пересекающей данную прямую.

### Аксиомы евклидовой геометрии
В «Энциклопедии элементарной математики» предлагается следующая система аксиом:
- Аксиомы принадлежности:

1. Через каждые две различные точки проходит прямая и притом одна;
2. На каждой прямой имеется по крайней мере две точки;
3. Существуют три точки, не лежащие на одной прямой;
4. Через каждые три точки, не лежащие на одной прямой, проходит плоскость и притом только одна;
5. На каждой плоскости имеется по крайней мере одна точка;
6. Если две точки лежат на плоскости, то и проходящая через них прямая лежит на этой плоскости;
7. Если две плоскости имеют общую точку, они имеют по крайней мере ещё одну общую точку;
8. Существуют четыре точки, не лежащие на одной плоскости.
  - Аксиомы порядка:
9. Из любых трёх различных точек прямой одна и только одна лежит между двумя другими;
10. Для всяких двух точек прямой существует на этой прямой такая третья точка, что вторая точка лежит между первой и третьей;
11. Если прямая l, лежащая в плоскости ABC, не проходит ни через одну из точек A, B, C и содержит одну точку отрезка AB, то она имеет общую точку с хотя бы одним из отрезков AC, BC;
  - Аксиомы движения:
12. Всякое движение является взаимно однозначным отображением пространства на себя;
13. Пусть f — произвольное движение. Тогда, если точки A, B, C расположены на одной прямой, причём C лежит между A и B, то точки f(A), f(B), f(C) также расположены на одной прямой, причём f(C) лежит между f(A) и f(B);
14. Два движения, произведённые один за другим, равносильны некоторому одному движению;
15. Для всяких двух реперов, взятых в определённом порядке, существует одно и только одно движение, переводящее первый репер во второй;
  - Аксиомы непрерывности:
16. Аксиома Архимеда. Пусть A0, A1, B — три точки, лежащие на одной прямой, причём точка A1 находится между A0 и B. Пусть далее f — движение, переводящее точку A0 в A1 и луч A0B в A1B. Положим f(A1)=A2, f(A2)=A3, …. Тогда существует такое натуральное число n, что точка B находится на отрезке An-1An.
17. Аксиома Кантора. Пусть A1, A2, … и B1, B2, … — такие две последовательности точек, расположенных на одной прямой l, что для любого n точки An и Bn различны между собой и лежат на отрезке An-1Bn-1. Тогда на прямой l существует такая точка C, которая находится на отрезке AnBn при всех значениях n.
  - Аксиома параллельности:
18. Через точку A, не лежащую на прямой l, можно провести в их плоскости не более одной прямой, не пересекающей прямую l.

Если убрать из системы аксиомы 4-8, относящиеся к пространственной геометрии, то получится система аксиом евклидовой плоскости.

## Геометрические преобразования
Преобразованием множества называют его взаимно-однозначное отображение на себя. В таком смысле этот термин используется в геометрии, хотя иногда его используют и как синоним отображения или отображения множества в себя.
Говоря о «геометрических преобразованиях», обычно имеют в виду некоторые конкретные типы преобразований, играющие фундаментальную роль в геометрии — движения, преобразования подобия, аффинные, проективные, круговые преобразования (в последних двух случаях плоскость или пространство дополняют бесконечно удалёнными точками). Эту фундаментальную роль выявил немецкий математик Феликс Клейн в своей лекции в университете г. Эрланген в 1872 г., известной как Эрлангенская программа. Согласно концепции Клейна, геометрия изучает свойства фигур, сохраняющиеся при всех преобразованиях некоторой группы преобразований. Рассматривая группы преобразований указанных выше видов, получают разные геометрии — евклидову (для преобразований подобия), аффинную и т. д.

## История
Традиционно считается, что родоначальниками геометрии как систематической науки являются древние греки, перенявшие у египтян ремесло землемерия и измерения объёмов тел и превратившие его в строгую научную дисциплину. При этом античные геометры от набора рецептов перешли к установлению общих закономерностей, составили первые систематические и доказательные труды по геометрии. Центральное место среди них занимают написанные в III веке до н. э. «Начала» Евклида. Этот труд более двух тысячелетий считался образцовым изложением в духе аксиоматического метода: все положения выводятся логическим путём из небольшого числа явно указанных и не доказываемых предположений — аксиом. Первые же доказательства геометрических утверждений появились в работах Фалеса и использовали, по всей видимости, принцип наложения, когда фигуры, равенство которых необходимо доказать, накладывались друг на друга.
Геометрия греков, называемая сегодня евклидовой или элементарной, занималась изучением простейших форм: прямых, плоскостей, отрезков, правильных многоугольников и многогранников, конических сечений, а также шаров, цилиндров, призм, пирамид и конусов. Вычислялись их площади и объёмы. Преобразования в основном ограничивались подобием. В Греции в работах Гиппарха и Менелая также появились тригонометрия и геометрия на сфере.
Средние века немного дали геометрии, и следующим великим событием в её истории стало открытие Декартом в XVII веке координатного метода (трактат «Геометрия», 1637). Точкам пространства сопоставляются наборы чисел, это позволяет изучать отношения между геометрическими формами методами алгебры. Так появилась аналитическая геометрия, изучающая фигуры и преобразования, которые в координатах задаются алгебраическими уравнениями. Систематическое изложение аналитической геометрии было предложено Эйлером в 1748 году. В начале XVII века Паскалем и Дезаргом начато исследование свойств плоских фигур, не меняющихся при проектировании с одной плоскости на другую. Этот раздел получил название проективной геометрии и был впервые обобщён Понселе в 1822 году. Ещё раньше, в 1799 году Монж развил начертательную геометрию, связанную напрямую с задачами черчения. Метод координат лежит в основе появившейся несколько позже дифференциальной геометрии, где фигуры и преобразования все ещё задаются в координатах, но уже произвольными достаточно гладкими функциями. Дифференциальная геометрия была систематизирована Монжем в 1795 году, её развитием, в частности теорией кривых и теорией поверхностей, занимался Гаусс. На стыке геометрии, алгебры и анализа возникли векторное исчисление, тензорное исчисление, метод дифференциальных форм.
В 1826 году Лобачевский, отказавшись от аксиомы параллельности Евклида построил неевклидову геометрию, названную его именем. Аксиома Лобачевского гласит, что через точку, не лежащую на прямой можно провести более одной прямой, параллельной данной. Лобачевский, используя эту аксиому вместе с другими положениями, построил новую геометрию, которая в силу отсутствия наглядности, оставалась гипотетической до 1868 года, когда было дано её полное обоснование. Лобачевский, таким образом, открыл принципы построения новых геометрических теорий и способствовал развитию аксиоматического метода.
Следующим шагом явилось определение абстрактного математического пространства. Проективные, аффинные и конформные преобразования, сохраняющиеся при этом свойства фигур, привели к созданию проективной, аффинной и конформной геометрий. Переход от трёхмерного пространства к n-мерному впервые был осуществлён в работах Грассмана и Кэли в 1844 году и привёл к созданию многомерной геометрии. Другим обобщением пространства стала риманова геометрия, предложенная Риманом в 1854 году. Ф. Клейн в «Эрлангенской программе» систематизировал все виды однородных геометрий; согласно ему, геометрия изучает все те свойства фигур, которые инвариантны относительно преобразований из некоторой группы. При этом каждая группа задаёт свою геометрию. Так, изометрии (движения) задаёт евклидову геометрию, группа аффинных преобразований — аффинную геометрию.
В 70-х годах XIX века возникла теория множеств, с точки зрения которой фигура определяется как множество точек. Данный подход позволил по новому взглянуть на евклидову геометрию и проанализировать её основы, которые подверглись некоторым уточнениям в работах Гильберта.

## Геометрия в философии и искусстве
Со времён Древней Греции в основе геометрии лежат философские понятия. Определяя точку как «то, что не имеет частей», подход к ней отличается у Пифагора, который отождествляет точку с числовой единицей и у которого точка имеет только положение в пространстве и не имеет размера, и у Демокрита, который строя атомистическую теорию, даёт точке «сверхчувственно малый» размер. К атомистическим представлениям восходят также определения линии и поверхности, где неделимыми являются «ширина» и «глубина», соответственно.
Геометрия является пятым из семи свободных искусств по уровню обучения. Ей предшествует тривиум, состоящий из Грамматики, Риторики и Диалектики, а также Арифметика — старшая наука в квадривиуме, к которому также относятся Музыка и Астрономия. Марциан Капелла в своём трактате «Свадьба Философии и Меркурия» создал визуальные образы всех семи искусств и в том числе Геометрии. Искусства олицетворяли женщины с соответствующими атрибутами, которые сопровождались известными представителями сферы. Геометрия держит в своих руках глобус и циркуль, которым она может мерить, реже угольник, линейку или компасы. Её сопровождает Евклид.
В честь геометрии назван астероид (376) Геометрия, открытый в 1893 году.